# NGC 2598
NGC 2598 је спирална галаксија у сазвежђу Рак која се налази на NGC листи објеката дубоког неба.
Деклинација објекта је + 21° 29' 18" а ректасцензија 8h 30m 2,5s. Привидна величина (магнитуда) објекта NGC 2598 износи 14,0 а фотографска магнитуда 14,9. NGC 2598 је још познат и под ознакама UGC 4443, MCG 4-20-65, CGCG 119-116, PGC 23855.